# 심재철 (검사)
심재철(沈載哲, 1969년 3월 6일~)은 대한민국의 전 검사였다. 법무부 대변인, 서울남부지방검찰청 제1차장, 대검찰청 반부패강력부장, 법무부 검찰국장, 제20대 서울남부지방검찰청 검사장, 법무연수원 연구위원을 역임하였다.

## 생애
전북특별자치도 완주군 출신이다. 동암고등학교를 거쳐 서울대학교 법학과를 졸업했다. 1998년 서울지검 남부지청에서 검사 생활을 시작했고, 춘천지검 원주지청, 수원지검, 전주지검 등에서 근무하였다.
2007년부터 2008년까지 법무부 특수법령과, 통일법무과에서 일하며 기획 업무를 담당한 뒤 서울중앙지방검찰청 검사, 대검찰청 연구관으로 일하였다. 이후 수원지방검찰청 강력부장, 대검 피해자인권과장, 대검 조직범죄과장, 서울중앙지검 강력부장으로 근무하면서 강력수사 경력을 쌓았다. 2015년 서울중앙지방검찰청 강력부장 근무 당시 정운호 네이처리퍼블릭 대표의 100억원대 해외 원정도박 의혹을 수사해 그를 구속기소하기도 하였다.
2016년 부산지검 동부지청 형사1부장, 2017년 법무부 정책기획단장, 2018년 법무부 대변인, 2019년 서울남부지검 제1차장으로 근무하였다. 추미애 법무부 장관의 국회 인사청문회준비단 대변인을 맡기도 하였다.
2020년 1월 검사장으로 승진하여 대검찰청 반부패강력부장으로 승진하였다.
2020년 8월 7일 법무부 검찰국장으로 영전하였다.
2021년 2월 9일 제20대 서울남부지방검찰청 검사장으로 영전하였다.
2022년 5월 23일 윤석열 정부에서 법무연수원 연구위원으로 좌천되었다.
대검 반부패강력부장 재직하던 심재철에게 어떤 장례식장에서 "당신이 검사냐"고 대들었던 양석조 선임연구관은 심재철의 후임으로서 서울남부지방검찰청 검사장으로 승진하였다.
2023년 7월 28일 결국 검찰을 떠났다.
2023년 9월 14일 법무법인 JKL파트너스 대표 변호사로 영입된 것으로 밝혀졌다.

## 학력
- 전주동중학교 졸업
- 동암고등학교 졸업
- 서울대학교 법학 학사

## 경력
- 사법연수원 27기 수료
- 대검찰청 연구관
- 수원지방검찰청 강력부장
- 대검찰청 피해자인권과장
- 대검찰청 조직범죄과장
- 서울중앙지방검찰청 강력부장
- 부산지방검찰청 동부지청 형사1부장
- 대전고등검찰청 검사
- 법무부 정책기획단 단장
- 법무부 대변인
- 서울남부지방검찰청 제1차장
- 대검찰청 반부패강력부장
- 법무부 검찰국장
- 제20대 서울남부지방검찰청 검사장
- 법무연수원 연구위원
- 법무법인 JKL파트너스 대표 변호사
- 주식회사 비투엔 사외이사

## 같이 보기
- 심성택
- 심재륜
- 심상명
- 심우정
- 추미애
- 박범계
- 윤석열
- 한동훈
- 이성윤
- 양석조